# Santo Domingo de Silos (Colombia)
Silos es un municipio de Colombia situado en el departamento de Norte de Santander. Según el censo de 2018, tiene una población de 6162 habitantes.
Dista 123 km de la capital departamental, Cúcuta. Su término municipal limita con Mutiscua y Cácota, al este con Chitagá y al oeste y por el sur con el departamento de Santander. Un gran parte del municipio (más que 20 mil hectáreas) forma parte del Páramo de Santurbán, fuente hídrica para Santander y Norte de Santander.
Es el municipio más alto del Norte de Santander, ubicado a una altitud de 2845 metros sobre el nivel del mar, clasificado como uno de los 25 municipios más altos del país.

## Datos básicos
- Es comúnmente denominada como la «capital triguera del Oriente colombiano».

- Silos es el municipio más antiguo de Norte de Santander.

- Algunos lo consideran el tercer pueblo colombiano fundado en la época de la conquista.[cita requerida] En ésa época, este territorio era llamado Castilla de Oro.

- Es considerado el primer municipio fundado en Colombia por un alemán, Ambrosio Alfinger, entre 1532 y 1533.[4](Riohacha también fue fundada por un alemán, Nicolás de Federmán) La tradición histórica sitúa la "fundación" de Silos en 1531 y esta es la información oficial suministrada por el municipio. Sin embargo durante ese año el conquistador permaneció en las áreas de Coro, Maracaibo y valle del río Cesar.[5]

- El primer pueblo comunero, mucho antes que El Socorro (Santander).[cita requerida]

- Llamada por intelectuales y poetas «La plaza roja de Lourdes» por su tradición liberal, plaza respetada por el expresidente Alfonso López Michelsen, y cuna de los antepasados de su mujer, la ex primera dama Cecilia Caballero de López, Cecilia Caballero Blanco .

- Posee un mirador llamado Nariz de judío  ubicado en el Páramo de Santurbán en donde se puede observar a Bucaramanga y Cúcuta de lado a lado.

## División político-administrativa
Además de su cabecera municipal, Silos tiene bajo su jurisdicción los siguientes Centros poblados:
- Babega
- La Laguna
- Los Rincón
- Pachacual

## Historia
Según la documentación histórica del Presbítero Doctor Adolfo García Cadena y luego revisado por el historiador Dr. Luis E. Peláez Couvrel: al trazar el itinerario del alemán Ambrosio Alfinger, quién fue encaminado por don Ernesto Restrepo Tirado desde el río de Oro hasta llegar al territorio de Bucaramanga, penetra en dominio de los indios chitareros y aún más directamente en las tribus de los indios corbagos, después de atravesar el Páramo de Santurbán.[cita requerida] En territorio silero, los bohíos habían sido incendiados por los nativos para que Ambrosio Alfinger no pudiese proveerse de víveres. Según una obra de la encomienda de Pamplona de Peláez Couvrel[cita requerida], se encuentra una anotación donde afirma que esta jurisdicción Silera fue descubierta por el Germano Ambrosio Alfinger después de su paso por Cachirí y Santurbán, aproximadamente en 1532 o 1533. Llega a Silos y descubre que la población indígena en Silos estaba formada por dos agrupaciones de adoctrinamiento; estas eran denominadas: Záquetas y Magarás.[cita requerida] Éstas fueron afectadas por el paso en este territorio del ambicioso y destructor Ambrosio Alfinger que sembró el terror y el exterminio con su sed de conquista y de oro. 
Hasta el año 1550 Silos fue una encomienda que estuvo bajo el dominio de uno de los fundadores de Pamplona, don Francisco Díaz de Artez.[cita requerida] En esa época las jurisdicciones de Silos existían con las denominaciones de: Záquetas y Magarás, aunque existían otras denominaciones eran de menor población. La denominación de Santo Domingo de Silos se supone fue dada por los sacerdotes dominicanos o curas doctrineros que llegaron después de Ambrosio Alfinger, y en recuerdo de la antigua villa española de la provincia de Burgos, famosa por su histórico monasterio benedictino. 
La primitiva población se hallaba a dos kilómetros al norte de la población donde hoy se levanta Silos, en un punto denominado, “Llano de La Cruz”, formada por las siguientes tribus de indios:
- Záquetas
- Magarás
- Cárabas
- Tutepas
- Cherquetaes
- Tarabataes
- Loataes
- Pesquiraes

El 29 de mayo de 1559, el visitador Cristóbal Bueno, procedió a la descripción de los indios del pueblo de los Silos, encomienda de Luis Jurado, bajo la autoridad del Cacique Concáceres, y de los capitanes Chungataba y Bochica, se contaron: 
- 77 Tributarios casados en el pueblo.
- 26 lavadores mineros, casados ausentes en las minas.
- 17 viejos y enfermos.
- 138 mujeres, 50 de ellas casadas y 5 recién paridas con hijos en brazos.
- 39 mujeres casadas, ausentes con los maridos mineros.
- Otras mujeres enfermas y muchachas.
- 21 muchachos de 4 a 15 años.

En total se consideraron 120 tributarios y el total de indios en 400. Además de los mineros que producían el oro del tributo, los indios del pueblo hacían labranzas del trigo y maíz, en el pueblo se cosechaba maíz y papa (para el consumo y comercio de los indios). El pueblo de Silos había sido entregado inicialmente en encomienda al capitán Francisco Díaz de Arlez, por Pedro de Orsúa, el capitán de la hueste que fundó la ciudad de Pamplona, como este hizo dejación de ella, para retornar a la vecindad de Santa fe, la encomienda pasó entonces al capitán Luis Jurado, a la muerte de este en 1581, pasó a su hijo Pedro Jurado, quien para la época de la visita del oidor Juan de Villabona Zubiaurre ya la había traspasado a su hija Beatriz, bajo la administración de su marido, el capitán Juan Pacheco de Velasco. En 1602 el visitador Antonio Beltrán de Guevara les adjudicó resguardos, “desde una loma que se llama Arsaso hasta la quebrada de abajo que se llama Basique, hasta encontrar con el camino que viene de Bábega y de allí subiendo hasta unas lomas que llaman Concáceres... más las tierras de Rucaquequi”. 
El 12 de junio de 1623 el escribano Rodrigo Zapara, por orden del visitador Villabona Zubiaurre, inspeccionó el antiguo resguardo para determinar su suficiencia para la nueva agregación que se había ordenado en Silos de once pueblos de la doctrina de los páramos, a la sazón administrada por el presbítero Rodrigo Prieto en seis capillas, a saber: 
- Los Silos encomienda de Beatriz Jurado, administrada por su marido, el capitán Juan Pacheco de Velasco.
- Cáraba: encomienda de Luis Buitrago.
- Loatá: encomienda de Juan de Campos.
- Bábega: encomienda de don Antonio Osorio de Paz.
- Tutepa y Chilagaula: de don Cristóbal de Araque y Ponce de León.
- Tapaguá: Alfonso Rangel de Cuéllar.
- Culpagá: de Mateo de Rincón.
- Tompaquela: Francisco Gómez de Orozco.
- Quelpa: del capitán Nicolás de Palencia.
- La Caldera: capitán Pedro Rodríguez Gordillo.
- Izcaligua o Perquerá: Diego Arias Maldonado.

En Pamplona el 30 de junio de 1623, el oidor Villabona Zubiaurre, dictó el auto de congregación de las parcialidades anteriores en el asiento de los Silos teniendo en cuenta que todas ellas eran parientes y amigas, y casi todas hablan la misma lengua y que generalmente hablan y entienden la lengua Española. Los resguardos ya habían sido asignados por Rodrigo Zapata el 13 de junio del mismo año. Desde el pueblo viejo de Cherquetá por esta banda del Río Cáraba y de allí corriendo derecho por la falda de la loma que llaman Tunuaquí (Pataquí) y el sitio de Surataque, que es una loma por debajo del camino viejo que va a Pamplona, cortando derecho el sitio Tezaquiri y de allí en línea recta a dar a una ensillada que llaman Urba, que esta sobre el asiento del pueblo viejo de Loatá; de allí hasta caer a la quebrada de la chorrera que llaman Sogamoso, que está por debajo de la estancia del padre Lorenzo Sánchez de Gálvez que llaman el Salado, y por dicha quebrada abajo a dar al río Pescadero y atravezándolo y pasándolo a la otra orilla... subiendo por una quebrada llamada Conagua y por ella arriba hasta llegar a la del páramo por encima de Cáraba Vieja, continuando la dicha cumbre a la quebrada seca... y por ella abajo a dar y entrar en el dicho río Cáraba... y por el dicho río abajo hasta llegar a la dicha población de Cherquetá, primera linde de este resguardo. Don Alonso Ramírez de Andrada fue designado como juez poblador del pueblo de reducción de Silos, este contó con el nuevo pueblo de las 11 parcialidades, 107 bohíos y un total de 948 almas, quedando encargado de la administración de las once parcialidades reducidas en Silos, el Presbítero Rodrigo Prieto, estas tribus estaban compuestas por indios labradores de trigo, cebada, maíz, papa y legumbres que comercializaban en las minas de Vetas y en la ciudad de Pamplona. Nombró en cada parcialidad un indio con funciones de fiscal para obligar a los muchachos y a los reservados a acudir diariamente a la oración y a todos los indios a la misa los días de fiestas. El juez poblador procedió a derribar las capillas de Cáraba, Bábega, Tutepa y Quelpa, entregando al doctrinero de Silos todas las imágenes, campanas y ornamentos que se halló en ellas. Desde entonces el pueblo de Santo Domingo de Silos estuvo ligado siempre al abastecimiento a las minas de Vetas con carnes, manteca, maíz, dulces y víveres. 
En 1.805 todavía existía como pueblo de indios, aunque les sobraban tierras de resguardo. En este año un oficial de la Real Hacienda arrendó a un hacendado acomodado las tierras de Cáraba, para que con sus arrendamientos los indios pudiesen pagar los tributos rezagado. 
En agosto de 1758 el Alférez mayor de Pamplona, Gregorio Gaspar Luis de Cote, levantó un padrón del pueblo, en ese momento puesto bajo la advocación de Nuestra Señora de la Candelaria: 
Parcialidad de Silos, Socotá y Tapaguá. 
- 4 Reservados (2 capitanes y 2 cantadores).
- 34 tributarios de apellidos Huérfano, Capacho, Soatá, Silos, Tapaguá, Mogotocoro, Chiaragua, etc.
- 4 ausentes.
- Cinco reservados por edad.
- 106 indios de chusma.

Parcialidad de Tutepa y Bábega. 
- 3 reservados (el teniente, el alcalde y el cantor).
- 11 tributarios de apellidos, Tutepas, Bábegas y otros.
- 3 ausentes.
- 5 reservados por edad.
- 73 indios chusma.

Parcialidad de Cáraba: 
- Dos reservados (el capitán y el sacristán).
- 14 tributarios de apellidos Cáraba, Sequera, Cauca, Angel, etc.
- 2 ausentes.
- 4 reservados por edad.
- 58 indios chusma.

El 16 de junio de 1778 llegó a visitar el pueblo, el fiscal Francisco Antonio Moreno y Escandón. 
Los indios informaron que cosechaban trigo, cebada, maíz, papa y legumbres de tierra fría y que criaban algunas ovejas y cabras. Relataron que acostumbraban celebrar la ceremonia de la Cacica, durante las fiestas de nuestra señora de la Candelaria en la cual “se vestía con adornos a una india y se conducía cargada en silla de manos a la iglesia, con las ofrendas que entregaba el pueblo, pero que ya habían suspendido esas costumbres y se comprometían a no repetirla” “por habérseles instruido de su propiedad y sospecha que podían inducir un rito irregular”. 
Se vio entonces que existían 60 vecinos, cabeza de familia y un total de 265 almas agregadas a la doctrina. 
Los indios eran 51 tributarios completos, 12 de media demora, 16 empleados de república (gobernador, tenientes, 2 alcaldes, 6 capitanes, fiscales, 4 ausentes, a los que se agregaban los de la chusma para completar un total de 370 almas de indios. 
El visitador vio con malos ojos el rito de la Cacica, especialmente porque se obligaba al cura a tributarle incienso dentro de la Iglesia y recordó que hacía muy poco tiempo que se había seguido juicio a estos indios por haber ahorcado a tres indias acusadas de hechicería. 
Santo Domingo de Silos, sin embargo, no fue este el origen de su nombre, lo impuso la naturaleza del paisaje en colaboración con el aborigen que allí habitaba y con las circunstancias propias de un momento determinado: el paso de un ejército hambriento, el del tudesco Alfinger, el que allí encontró el pan legendario de América, el maíz cuya luz de oro brillaba en “los Silos” que el volcán de Concáceres había dejado en su flanco oriental. 
“Los Silos no fueron olvidados por los conquistadores que tomaron el mismo rumbo en sus nuevas marchas expedicionarias; entre ellos los de Hernán Pérez de Quesada y luego los de don Pedro de Ursúa, de ahí que durante el largo trecho de dos siglos y medio, aquel nombre se pronunciase en plural, “Los Silos”. 
Así aparece todavía en tiempo de los comuneros en 1.781. El orden de las diligencias de las Reducciones o funciones: Al encontrarnos con el nombre de “Los Silos” como tema en el curso cronológico de este estudio. Es por ellos que al tópico “Santo Domingo de Silos”, se toman las diligencias como muestra de las que fueron hechas en la construcción de los nueve pueblos restantes: 
- El señalamiento del territorio jurisdiccional de cada pueblo o doctrina.
- La escogencia de las parcialidades destinadas a integrarlo.
- El nombramiento del juez poblador.
- La traza del pueblo, con particular referencia al sitio asignado para la Iglesia de Doctrina.
- La destrucción de las iglesias antes erigidas en los antiguos territorios de las tribus.
- La demarcación de los resguardos.
- El traslado de las parcialidades a su nuevo asentamiento.

Y finalmente la designación o reconocimiento del cura doctrinero. En la mayoría de los casos hubo necesidad de atender a los cambios que se suscitaron en la agregación de las parcialidades de un pueblo a otro, en razón de las distancias y en procura del aprovechamiento de fronteras arcifinias.

## Monumentos y lugares de interés
Iglesia: entre sus sitios de interés: en primer lugar se puede contemplar el monumental templo terminado a finales de 1875, con sus columnas estilo dórico, declinación de la antigua arquitectura griega,  sus partes elevadas enlazan felizmente la solidez, la elegancia y la sobriedad, a imitación del templo de Corinto.
Los arcos de corte románico forman la plataforma central para dar elegancia,    claridad y resistencia a las naves laterales, concebidas hábilmente en su orientación, receptoras de los rayos solares del este, en las esplendentes mañanas, y en las horas crepusculares, la admisión de abrigados y arrebolados colores vespertinos.
La torre, esbelta, monumental, arrogante y nívea, de estructura sólida, capaz de sostener el peso de media tonelada, que es la gravitación de sus dos sonoras campanas.
Las imágenes de manufactura española que adornan el templo, son dignas de apreciar, desde el punto de vista artístico y escultórico, muy especialmente, el Señor Crucificado, Nuestra Señora de la Candelaria y San Isidro, el patrono de los labradores del campo.
La casa consistorial, situada en el marco de la plaza, por su elegancia y servicios es una de las mejores del Departamento.
La Pilita de Agua que nuestros antepasados colocaron en 1920 en el centro de la plaza, como homenaje al líquido más preciado del planeta, hoy coquetona y efusiva es el emblema simbólico de Silos.
Sus calles zigzagueantes y empinadas que además de ser senderos apacibles e intercomunicadores de la población, sirven, de paso, como "prueba de esfuerzo" para fortalecer y estimular los impulsos del corazón.
Son dignas de tenerse en cuenta las excelentes instalaciones del Colegio "Luis Ernesto Puyana", situado al norte de la población, con un personal docente altamente calificado, amplios y ventilados salones, sus áreas de deporte, laboratorios de física, química y biología y las áreas de deporte.
Esquina de El Matacho: la tan mentada esquina de "El Matacho", es un trasunto fiel para los habitantes de Silos, de la Casa del Florero de Santafe de Bogotá, conocida por el incidente suscitado el 20 de julio de 1810, entre los criollos Francisco y Antonio Morales y el chapetón José González Llorente. En los balcones de la casa donde está ubicada la esquina de El Matacho, se leyó la Proclama del Inca Túpac- Amaru enviada desde el remoto Cuzco, capital del antiguo Tahuantinsuyo.

### Riqueza cultural
De acuerdo al trabajo de campo realizado, se pudo evidenciar el gran interés de los habitantes del Municipio de Silos por salvaguardar su historia, costumbres y su cultura. El Municipio se caracteriza por la gran riqueza de patrimonio cultural intangible expresado en tradición oral, historia, danza, música, festividades y eventos, entre muchos otros. 
Es de gran importancia mencionar el tema del turismo religioso,  cultural y rural, las fiestas populares, patrimonio inmaterial que deberá ser parte importante del desarrollo turístico de Silos.
En el municipio se encuentran elementos culturales que mezclan tradiciones ancestrales con las costumbres actuales, múltiples eventos culturales que identifican el municipio como su Semana Santa, las fiestas patronales, la fiesta de la cacica, entre otras, las cuales hacen de Silos un Municipio Histórico rodeado de imponentes paisajes que si lugar a dudas hace parte fundamental de la historia del país.

## Símbolos

### Himno
Letra: Carlos Cabeza Quiñones 
Música: Remigio Hurtado

Incrustado en los Andes
oh ¡Silos primoroso
palpitan los recuerdos
de boyante juventud.
Con tus casitas blancas
con aleros preciosos,
donde se anidan siempre
brotes de gratitud.
Con tu pilita de agua
y esquina del “Matacho”
testigos imborrables
de efluvios de pasión.
De quien vivió en sus lares
oh ¡Silos Amoroso
eres de mi existencia
de Dios un galardón.
Y así queremos verte
orgullo del Concáceres,
el enúmen de tu raza
fiel a su tradición.
De aquella raza fuerte
blandiendo su macana,
cuando valiente oías
la bélica proclama
Del gran aniversario
del gran Inca Tupac
legándonos gloriosos el
don de paz y amor.